# Kuhstärlinge

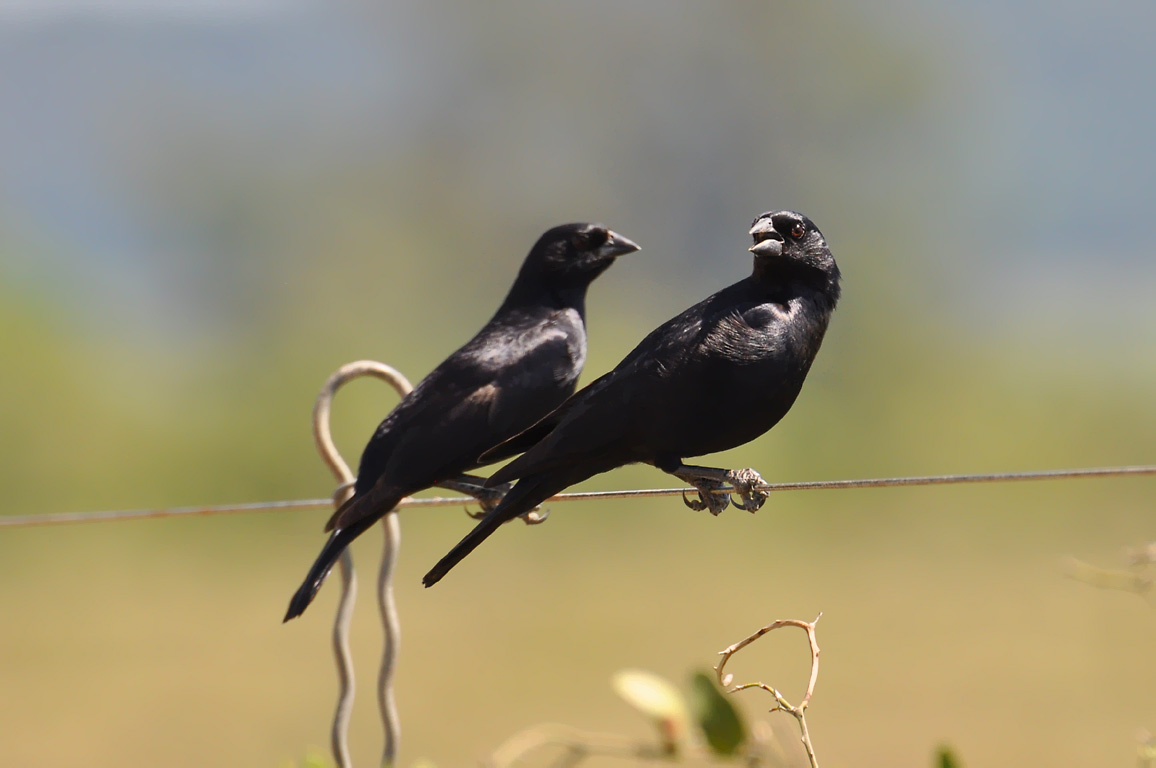
Rotachsel-Kuhstärlinge

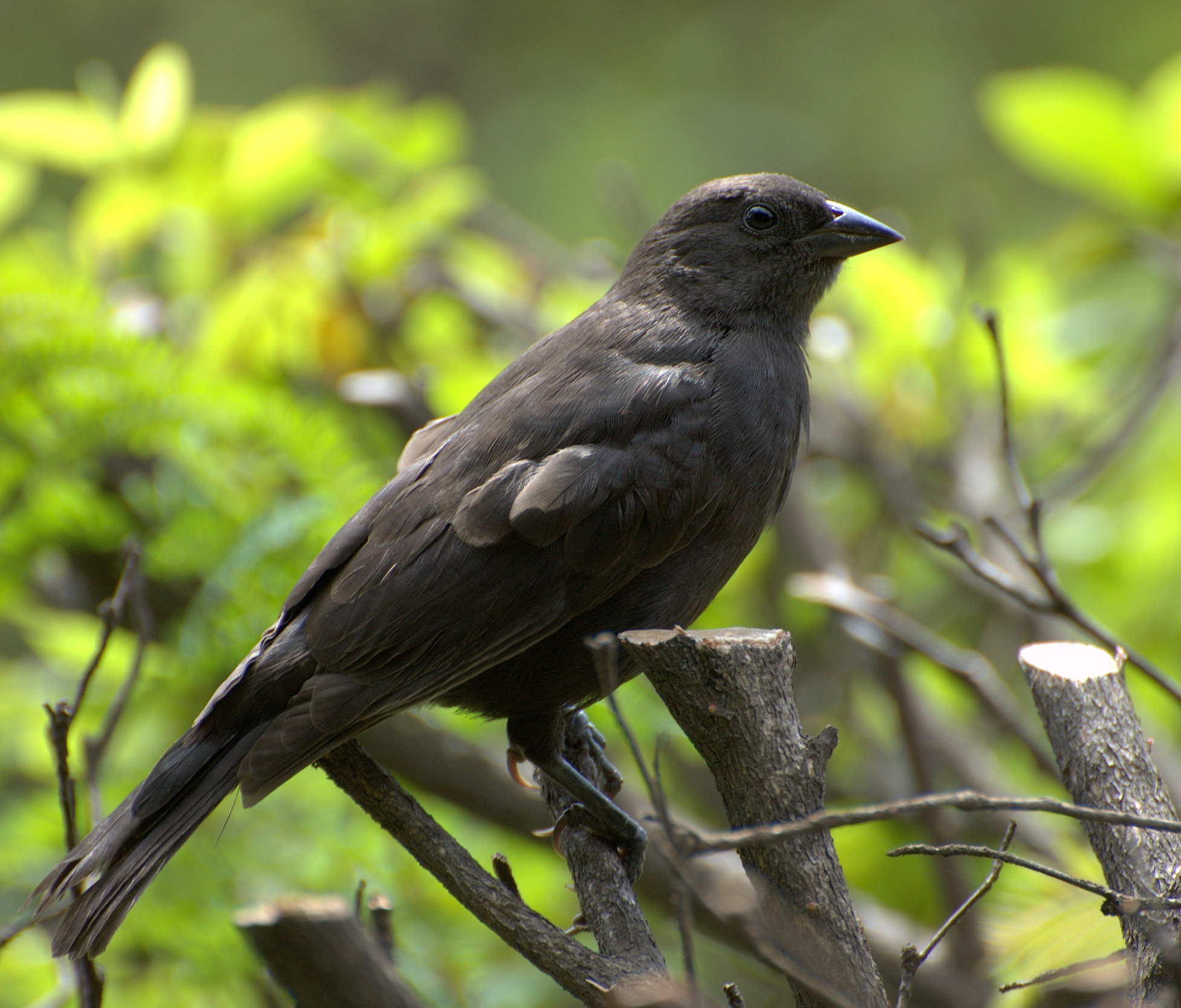
Seidenkuhstärling

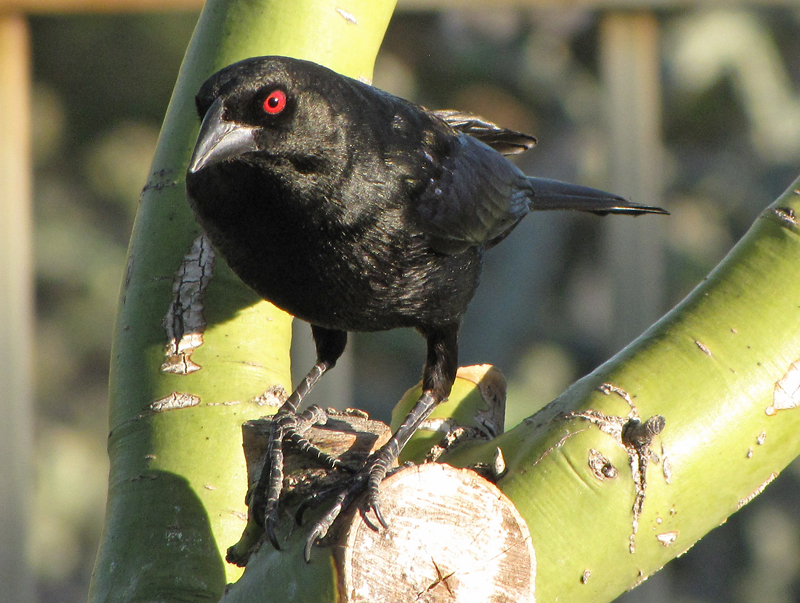
Rotaugenkuhstärling

Die Kuhstärlinge (Molothrus) sind eine Vogelgattung in der Familie der Stärlinge (Icteridae), die ausschließlich in Nord- und Südamerika vorkommen. Diese Gattung umfasst fünf Arten, die alle Brutschmarotzer sind. Kuhstärlinge waren die ersten Arten außerhalb der Familie der Kuckucke, bei denen man ein brutschmarotzendes Verhalten beobachtete.

## Lebensweise
Die Kuhstärlinge sind die einzigen Vögel aus dem amerikanischen Raum, die Brutparasiten sind. Wie beim Kuckuck dienen ihnen andere Vögel als Wirtstiere, unter anderem Vireos oder Fliegenschnäpper. Bei ihnen ist die Anzahl der Wirtsvögel jedoch sehr viel größer als beim Kuckuck. Zwei der brutparasitären Kuhstärlinge, nämlich der Riesenkuhstärling und der Rotachsel-Kuhstärling, haben sich auf andere Stärlingsarten als Wirtsvogel spezialisiert. Die anderen drei Arten sind Generalisten und nutzen eine Vielzahl von Singvögeln als Wirtsvögel. Die Anzahl der Wirtsvögel ist dabei ungewöhnlich hoch: In Nordamerika nutzt der Braunkopf-Kuhstärling, in Südamerika der Glanz- oder Seidenkuhstärling jeweils mehr als 200 Wirtsvogelarten.
Einzeln oder zu mehreren werden die größeren Eier von den Weibchen in die Nester gelegt, die wesentlich kleinere Eier beinhalten, jedoch zumindest für den Riesenkuhstärling und den Rotachsel-Kuhstärling in der Farbe den Schmarotzereiern ähneln. Bei den anderen Arten bestehen häufig starke Unterschiede zu den Eiern der Wirtsvögel.
Die Weibchen der Kuhstärlinge picken häufig die Eier der Wirtsvögel an oder entfernen einige der Eier, bevor sie selbst legen. Die Jungvögel schlüpfen früher aus als die Brut der Wirtstiere und werfen die Wirtsbrut aus dem Nest. Wenn die Küken der Wirtsvögel diese Krise überstehen und schlüpfen, sind sie wesentlich kleiner als die Kuhstärlingsbrut und verhungern oder werden aus dem Nest geworfen. Viele Wirtstiere können jedoch gelegentlich ihren eigenen Nachwuchs mitaufziehen. Man geht bei den Kuhstärlingen davon aus, dass sie früher selbst gebrütet haben.
Zwischen den Paaren besteht oft keine feste Bindung. Bei vielen Arten pflanzt sich das Männchen mit mehreren Weibchen während einer Brutperiode fort. 
Sie ernähren sich von Sämereien und Insekten. Oft folgen sie den Kühen oder anderen weidenden Paarhufern und fressen die aufgeschreckten Insekten.

## Entdeckung des Brutparasitismus bei den Kuhstärlingen
1802 hielt Félix de Azara, einer der bedeutendsten spanischen Südamerikaforscher, fest, dass der Seidenkuhstärling in Paraguay und Argentinien ein Brutschmarotzer sei. Er war damit der erste, der Brutparasitismus bei einer Art außerhalb der Familie der Kuckucke beschrieb. Acht Jahre später berichtete Alexander Wilson, dass auch der Braunkopf-Kuhstärling seine Jungvögel nicht selbst heranzieht. Er beobachtete ein Weibchen des Braunkopf-Kuhstärlings, das auf dem Nest eines Rotaugenvireos saß und entdeckte wenig später, dass sich im Nest ein Ei befand, welches sich deutlich von den anderen Eiern im Gelege unterschied. 1861 war sicher, dass auch der Rotaugenkuhstärling seine Jungvögel von fremden Eltern groß ziehen ließ. Der argentinisch-britische Ornithologe William Henry Hudson entdeckte 1874, dass Brutparasitismus auch beim Rotachsel-Kuhstärling zutraf. Über seine Entdeckung schrieb er, dass er darüber nicht weniger stolz wäre, als wenn er einen neuen Planeten am Himmel entdeckt hätte. 1894 wurde dieses Verhalten auch beim Riesenkuhstärling festgestellt. 
Brutparasitismus findet sich bei keinem anderen Vertreter innerhalb der Familie der Stärlinge.

## Arten
- Braunkopf-Kuhstärling (Molothrus ater (Boddaert, 1783))
- Seidenkuhstärling (Molothrus bonariensis (Gmelin, JF, 1789))
- Rotachsel-Kuhstärling (Molothrus rufoaxillaris Cassin, 1866)
- Riesenkuhstärling (Molothrus oryzivorus (Gmelin, JF, 1788))
- Rotaugenkuhstärling (Molothrus aeneus (Wagler, 1829))

Der nicht parasitierende Braunkuhstärling wurde früher als Molothrus badius (Vieillot, 1819) ebenfalls in diese Gattung gestellt, wird aber heute einer eigenen Gattung zugeordnet und entsprechend als Agelaioides badius bezeichnet. Er wird häufig vom Rotachsel-Kuhstärling parasitiert.

## Einzelbelege
1. 1 2 3   Davies: Cuckoos, Cowbirds and Other Cheats. S. 18.
2. 1 2 3 4   Davies: Cuckoos, Cowbirds and Other Cheats. S. 19.